# عملية حزب الله في مزارع شبعا 2015
نفذ حزب الله عملية أمنية في الأراضي بـمزارع شبعا في 28 یناير 2015، واستهداف عدد من الآليات العسكرية الإسرائيلية مما أدی إلی سقوط قتلى وجرحى في صفوف جنود اسرائیل. أعلنت وسائل إعلام إسرائيلية مقتل جنديين في هذا الهجوم، في حين أعلن الحزب إنّ الهجوم أدى إلى مقتل وإصابة عدد من الجنود وتدمير عدد من الآليات.

## خلفية العملية
في 18 يناير عام 2015 استهدف ستة من عناصر حزب الله، بينهم القائد العسكري محمد عيسى، أحد مسؤولي ملفي العراق وسوريا، ونجل الحاج عماد مغنية، جهاد، وأيضا الجنرال محمد على الله دادى بالحرس الثورى الإيرانى، في الغارة الإسرائيلية في مزارع حي الأمل في منطقة القنيطرة من سوريا، بالقرب من مرتفعات الجولان. وحمل حزب الله والحرس الثوري الإيراني، إسرائيل مسؤولية الاغتيال.
و جاءت هذه الغارة بعد تأكيد الأمين العام لحزب الله حسن نصر الله ان العدوان الإسرائیلی علی سوریا من خلال الغارات الجوية انما هو «استهداف لمحور المقاومة» والرد عليها «امر مفتوح» و «قد يحصل في أي وقت».

## تفاصيل العملية
في يوم 28 ینایر 2015 عند الساعة 11.25 من صباح، قامت مجموعة شهداء القنيطرة الأبرار، التابعين لحزب اللّه، باستهداف دورية عسكرية إسرائيلية بالقرب من الحدود اللبنانية في مزارع شبعا، بالأسلحة الصاروخية المناسبة الذي أدى إلى وقوع إصابات عدة في صفوفهم.
و أعلن حزب الله اللبناني، رسمياً عن تبنيه هذه العملية.
استخدم حزب الله صواريخ كورنيت المتطورة في هذا الهجوم وتعرّضت الآليات العسكرية الإسرائیلیة لإطلاق نار كثيف من مسافة قريبة.و وصف إعلام الإسرائيلي أنّ هذه العملية «أخطر عملية صادفها الاحتلال الإسرائيلي على الحدود مع لبنان منذ حرب لبنان الثانية».
رداً علی هذا الهجوم قام الجيش الإسرائيلي بقصف استهدف محيط بلدة كفرشوبا جنوبي لبنان ومحيط بلدة المجيدية بالقرب من مزارع شبعا. وردا على ذلك قصفت قوات حزب الله مواقع عسكرية لقوات اسرائیل في الجولان.

## الخسائر
أعلن الجيش الإسرائيلي مقتل جنديين وإصابة سبعة له في هذا الهجوم.و اصابة آلية عسكرية بصاروخ مضاد للدبابات في منطقة مزارع شبعا. في حين ذكرت قناة الميادين الفضائية، أن 15 جنديا قتلوا في الهجوم وفقا لمصادر لم تسمها.
وقد رد الجيش الإسرائيلي أدى إلى مقتل جندي إسباني يعمل ضمن قوات اليونيفيل الأممية العاملة في المنطقة.
و الهجوم الذي بدا رداً على الغارة الإسرائيلية في الجولان استهدف تسع آليات إسرائيلية وقتل وأصيب فيه عدة من الجنود الإسرائيليين حسب ما قالته المصادر التابعة لحزب الله.

## ردود الفعل الرسمية
- حزب الله— أكد الأمين العام لـ«حزب الله» السيد «حسن نصرالله» علی وحدة المقاومة الإسلامية [13] وقال:«نتيجة عملية مزارع شبعا كانت أننا قتلناهم في وضح النهار كما قتلونا في وضح النهار، سيارتين مقابلهما سيارتين وحبة مسك، قتلى وجرحى مقابلهم شهداء، صواريخ مقابلهم صواريخ، الإسرائيليون غدروا بنا أما رجال المقاومة أتوهم من الأمام». «أقول اليوم للإسرائيلين جربتونا ما تجربونا بعد، نقول للعدو لا نخاف الحرب ولا نخشاها وسنواجهها وسننتصر باذن الله، نحن في «حزب الله» لم نعد نعترف بشئ اسمه قواعد اشتباك، أي شاب من شباب من «حزب الله» يقتل اغتيالاً سنحمل إسرائيل المسؤولية وسنرد في الوقت والمكان المناسبان.».[14][15]
- إسرائيل— قال رئيس حكومة الكيان الإسرائيلي بنيامين نتنياهو أن من سيتحدى إسرائيل، عليه أن یتذكر ما جرى في صيف 2006. وأضاف أن «على من يختبر قدراتنا في الشمال أن يتذكر ما حل بغزة أخيراً، إذ تعرضت (حركة المقاومة الإسلامية)» حماس«للضربة الأكبر في تاريخها»، مؤكداً أن «الجيش الإسرائيلي مستعد للعمل في القطاعات كافة»، في إشارة إلى الجنوب والجولان.[16]
- لبنان— قالت وزارة الخارجية اللبنانية إن عملية حزب الله، استهدفت قافلة عسكرية إسرائيلية «موجودة في الأراضي اللبنانية المحتلّة»، وأعربت عن «تمسّك لبنان بالقرار 1701 حماية له من الاعتداءات الإسرائيلية.»[17] ورئيس مجلس الوزراء تمام سلام دان التصعيد العسكري الإسرائيلي في جنوب لبنان. ورأى أن التصعيد الإسرائيلي في المناطق الحدودية من شأنه أن يفتح الباب أمام احتمالات خطيرة، ليست في مصلحة السلم والاستقرار في المنطقة، مؤكداً "تمسك لبنان بقرار مجلس الأمن 1701"."[18] ووصف المؤتمر الشعبي اللبناني" ان المقاومة الإسلامية في مزارع شبعا هي رد طبيعي على اعتداء القنيطرة وحق مشروع وواجب طالما هناك أراض لبنانية محتلة يرفض العدو الانسحاب منها".[19]
- إيران— نسبت وكالة أنباء الجمهورية الإسلامية الإيرانية إن إيران أبلغت الولايات المتحدة أن الضربة الجوية الإسرائيلية التي أسفرت عن مقتل الجنرال الإيرانى في سوريا تجاوزت «الخطوط الحمراء» وإن إيران سترد.[20] وقال قائد الحرس الثوري الإيراني محمد علي جعفري «إن ردة إخواننا في حزب الله على الإسرائيليين الطغاة وعلى أعمالهم الشنيعة على الحدود اللبنانيةـ السورية كانت في أدنى مستوياتها وآمل أن يكون هذا الهجوم درسًا لعدم اقتراف أخطاءٍ من هذا النوع بعد الآن».[21]
- الولايات المتحدة— أكدت وزارة الخارجية الأمريكا على دعمها لاسرائيل من جديد، وقالت «ندعم الحق المشروع لاسرائيل في الدفاع عن النفس ونواصل حث جميع الأطراف على احترام الخط الأزرق بين إسرائيل ولبنان».[22]
- إسبانيا— إسبانيا تتهم إسرائيل بالتسبب بمقتل الجندي الإسباني ضمن قوات اليونيفل، داعياً الأمم المتحدة للتحقيق بظروف وفاته.[23]
- الاتحاد الأوروبي – دعا الاتحاد الأوروبي حزب الله وأي مجموعة أخرى إلى التوقف عن مهاجمة إسرائيل على طول حدودها الشمالية، محذراً من أن مثل هذا العنف يهدد بكسر وقف إطلاق النار مع إسرائيل عام 2006. وقالت مسؤولة السياسة الخارجية للاتحاد الأوروبي فيديريكا موغيريني «يجب وقف التهديدات لإسرائيل على حدودها الشمالية».[24]
- فلسطين – أشادت الجماعات الفلسطينية حماس والجهاد الإسلامي والجبهة الشعبية لتحرير فلسطين اليسارية ولجان القاومة الشعبية بهجوم حزب الله.[25] «إننا نؤكد حق حزب الله في التصدي للاحتلال الإسرائيلي» قال الناطق باسم حماس سامي أبو زهري، في حين أشادت سرايا القدس التابعة للجهاد بالهجوم ووصفته بأنه «بطولي».[18]

## انظر ایضاً
- عملية الوعد الصادق
- عملية تصفية الحساب
- مزارع شبعا